# Łysak wspaniały

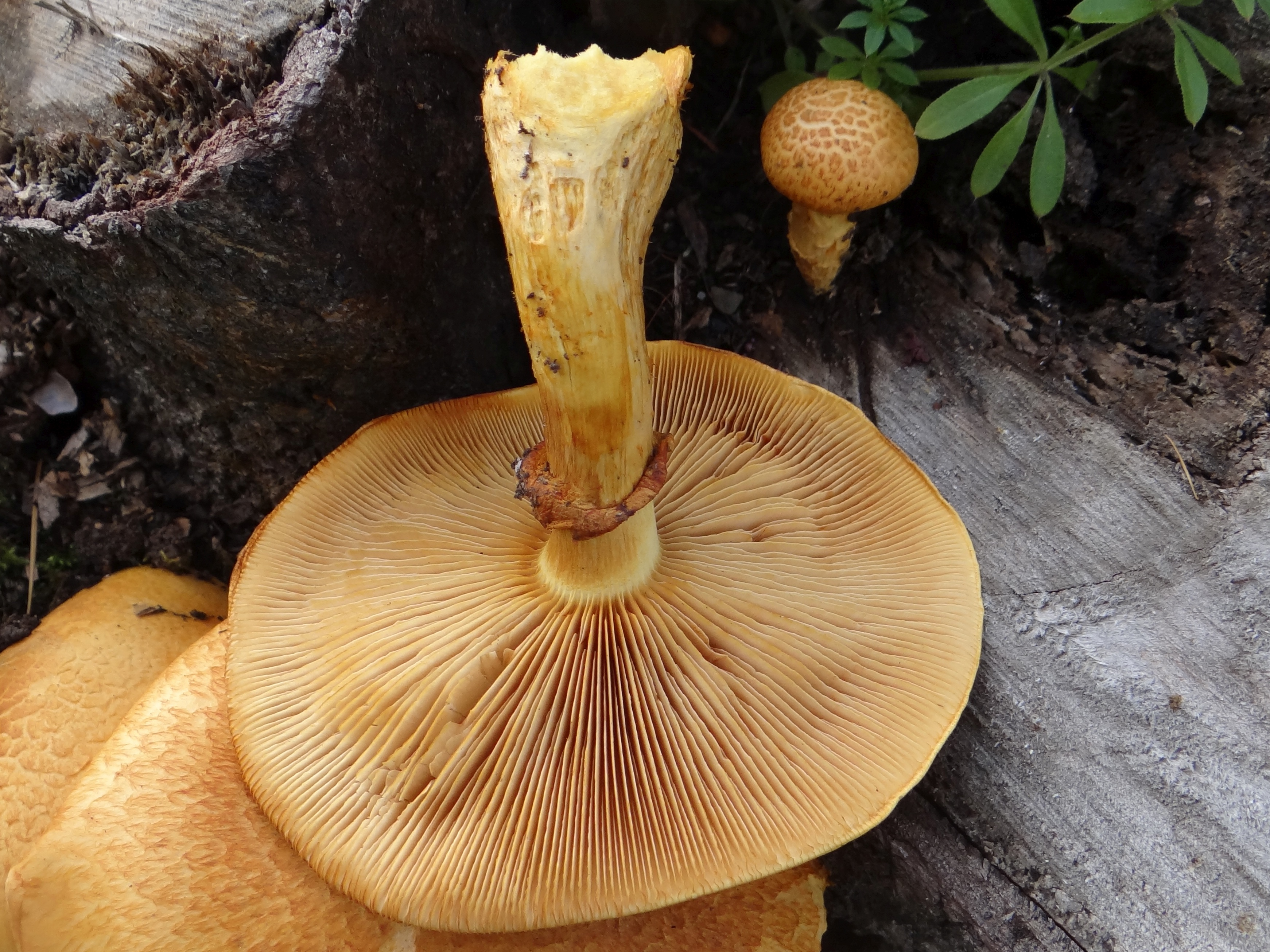

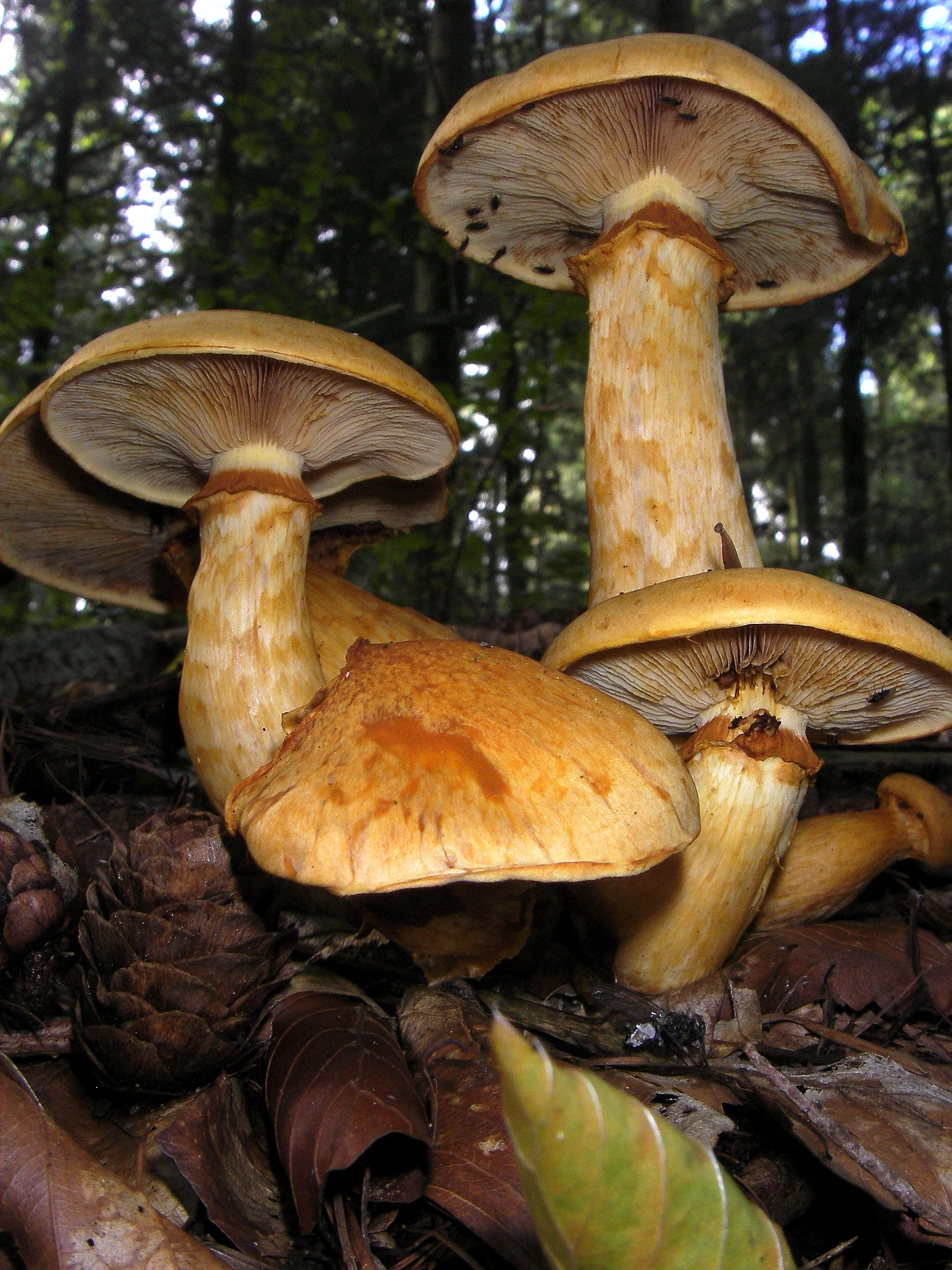

Łysak wspaniały (Gymnopilus junonius (Fr.) P.D. Orton) – gatunek grzybów należący do rodziny podziemniczkowatych (Hymenogastraceae).

## Systematyka i nazewnictwo
Pozycja w klasyfikacji według Index Fungorum: Hymenogastraceae, Agaricales, Agaricomycetidae, Agaricomycetes, Agaricomycotina, Basidiomycota, Fungi.
Po raz pierwszy takson ten zdiagnozował w 1821 r. Elias Fries, nadając mu nazwę Agaricus junonius. Obecną, uznaną przez Index Fungorum nazwę, nadał mu w 1960 r. Peter Darbishire Orton. Synonimy:

- Agaricus aureus Bull. 1782
- Agaricus junonius Fr. 1821
- Fungus aureus (Gray) Kuntze 1898
- Gymnopilus junonius (Fr.) P.D. Orton 1960 var. junonius
- Gymnopilus spectabilis var. junonius (Fr.) Kühner & Romagn. 1953
- Lepiota aurea Gray 1821
- Pholiota grandis Rea 1903
- Pholiota junonia (Fr.) P. Karst. 1879
- Pholiota spectabilis var. junonia (Fr.) J.E. Lange 1940
- Tricholoma aureum (Gray) Sacc. 1911

Władysław Wojewoda ze współautorami w 1999 r. zaproponowali nazwę łysak wspaniały, dawniej w polskim piśmiennictwie opisywany był jako łuszczak wspaniały, łuskwiak wspaniały i bedłka wspaniała.

## Morfologia
Kapelusz
Średnica 6–15 cm. U młodych osobników jest półkulisty i zamszowy, potem wypukły i w końcu rozpostarty. Barwa żółtoochrowa, żółtordzawa, rudawa, brązowopomarańczowa, powierzchnia sucha, pokryta wrośniętymi łuskami o barwie brązowej.
Blaszki
Średnio gęste, nieco zbiegające ząbkiem lub przyrośnięte. Początkowo mają barwę kremową, potem jasnożółtobrązową, w końcu rdzawobrązową.
Trzon
Wysokość 8–20 cm, grubość 1–3 cm, kształt walcowaty, wrzecionowaty, dołem zgrubiały i często korzeniasty. Posiada dość trwały pierścień. Nad pierścieniem jest gładki, tylko oprószony, pod pierścieniem pokryty brązowymi, drobnymi włókienkami i kosmkami. Barwa jasnożółta, w kierunku podstawy ciemniejąca do czerwonobrązowej.
Miąższ
Twardy, żółty. Ma przyjemny, grzybowy zapach, ale w smaku jest gorzki.
Cechy mikroskopowe
Wysyp zarodników rdzawobrązowy. Zarodniki rdzawopomarańczowe, elipsoidalne, chropowate, o rozmiarach 7–15 × 4,6–6 μm. Podstawki 2 lub 4-sterygmowe. Pleurocystyd brak. Cheilocystydy wrzecionowate, wybrzuszone, o rozmiarach 18–24 × 4–7μm.
Gatunki podobne
Gatunek trudny do pomylenia. Wyróżnia się wśród innych rosnących na drzewie swoimi dużymi rozmiarami, a także barwą i pierścieniem na trzonie. Starsze i małe okazy mogą być ewentualnie pomylone z łuskwiakiem nastroszonym (Pholiota squarrosa).

## Występowanie i siedlisko
Jest szeroko rozprzestrzeniony w Europie, występuje także w Ameryce Północnej (USA i Kanada), Japonii, Australii i Nowej Zelandii. W Europie Środkowej występuje w rozproszeniu, w Polsce jest rzadki.
Owocniki wyrastają w lasach, czasami także w parkach i przy drogach na pniach i na próchniejącym drewnie, zwłaszcza brzozy, sosny i dębu. Pojawiają się od lipca do października.

## Znaczenie
Saprotrof, grzyb trujący.